# Metioche machadoi
Metioche machadoi är en insektsart som beskrevs av Lucien Chopard 1961. Metioche machadoi ingår i släktet Metioche och familjen syrsor. Inga underarter finns listade i Catalogue of Life.